# 浦安べか焼きそば

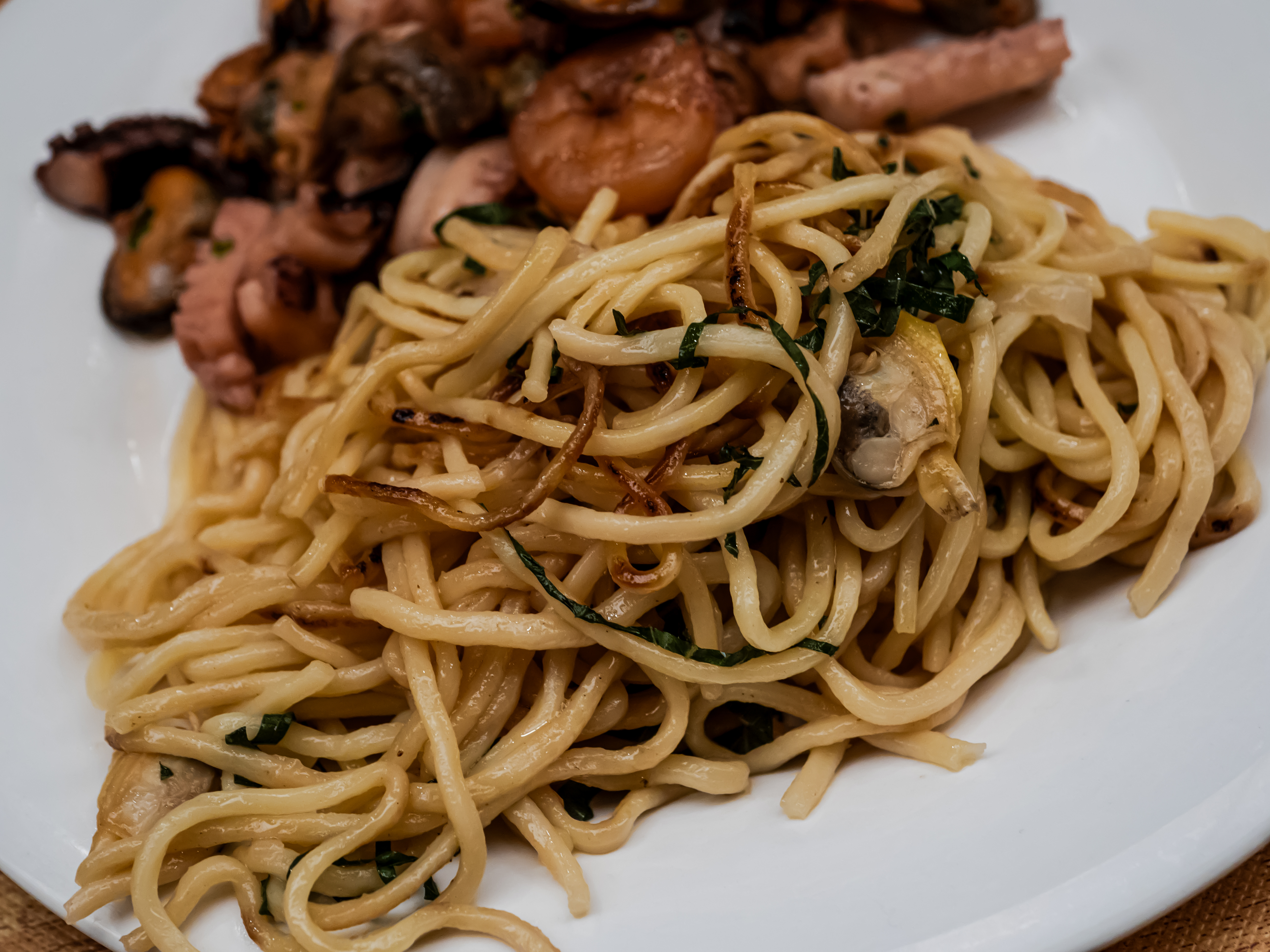
浦安べか焼きそばの例（オリエンタルホテル東京ベイ朝食会場）

浦安べか焼きそば（うらやすべかやきそば）は、千葉県浦安市のご当地焼きそば。
アサリや大葉といった浦安に由来のある食材を使用した焼きそばである。
2012年に浦安市商工会議所青年部が地域活性化のために考案した料理であり、2017年には浦安市商工会議所によって商標登録された。
地域のイベントなどで提供され市民の間に浸透し、2018年度より浦安市内の学校給食としても提供されている。
浦安市内には浦安べか焼きそばを提供する店舗があるとともに、「浦安べか焼きそばパン」といったアレンジメニューを販売する店舗もある。
「べか」は、かつて海苔を採取するために使用されていた1人乗りの船「べか舟」の名称に由来する。